# 대한민국 아이스하키 국가대표팀
대한민국 아이스하키 국가대표팀은 대한민국을 대표하는 아이스하키 국가대표팀으로 대한아이스하키협회에 의해 운영되고 있다. 세계 선수권 대회에서는 2009년 디비전 2에서 우승하여 2010년 이후 2부리그 격인 디비전 1에서 경기를 펼치고 있다.
2017년 4월 우크라이나에서 열린 세계 선수권 대회 디비전1 A그룹에서 오스트리아에 이어 2위를 차지해 톱 디비전인 챔피언십으로 승격하였다. 2018년 2월에는 사상 처음으로 평창에서 열린 2018 동계 올림픽에 출전하였다. 2018년 5월에는 덴마크에서 열린 챔피언십에서 7전 전패로 최하위를 기록하며 2부리그인 디비전1 A그룹으로 강등되었다.

## 역사
한국에 아이스하키가 도입된 것은 1920년대로 알려져 있으나, 세계 아이스하키 선수권 대회에 정식으로 대표팀을 구성하여 처음 출전한 것은 1970년대이다. 1979년 스페인에서 열린 세계 선수권 C풀(현 디비전 2) 대회에 참가하였고, 첫 경기 상대는 개최국 스페인으로 7대 1로 졌다. 그러나 다음 경기 상대 영국에는 9대 6으로 승리를 거두었다. 이 대회에서 대한민국 대표팀은 C풀에서 7위를 하였고, 세계 랭킹은 25위로 기록되었다. 이후 세계 랭킹 25위권을 유지하다가, 1990년대에 동유럽과 구소련 지역의 국가가 늘어나면서 세계 랭킹 30위 내외를 오갔다. 세계 선수권에서는 2001년 3부리그 격인 디비전 2 대회에서 우승하여 사상 처음으로 2부리그 격인 디비전 1로 승격하였다. 그러나 다음해 2002년 디비전 1 대회에서 최하위로 밀려 다시 디비전 2로 강등당했다. 2009년 다시 디비전 2 대회에서 우승하여, 디비전 1로 승격하였고 2010년 디비전 1 대회 B조에서 5위를 하여 사상 처음으로 디비전 1에 계속 잔류하게 되었다. 그러나 2010년 동계 올림픽 예선전에 불참하여 올림픽 랭킹 점수를 획득하지 못하여 2010년 세계 랭킹은 33위로 하락하였다. 2011년에도 디비전 1대회 A조에서 3위로 디비전 1대회에 잔류했으며, 2012년부터 국제 아이스하키 연맹이 세계선수권 등급을 재조정함에 따라 대한민국은 디비전1B 그룹에 속했는데 여기서 폴란드, 네덜란드, 오스트레일리아, 루마니아, 리투아니아를 모두 꺾고 5전전승으로 우승을 차지해 상위단계인 디비전1A로 승격되었다. 이로써 대한민국은 다시 최상위디비전인 챔피언십에 바로 직행할 수 있는 기회를 얻게 되었다. 이에 따라 2013년 세계 아이스하키 선수권 대회 디비전1A에서 가능성은 희박하지만 준우승 이상의 성적을 거둘경우 일본, 카자흐스탄에 이어 아시아국가로는 세 번째로 챔피언십으로의 승격도 가능할 수 있었다. 하지만 객관적인 전력상 당시 디비전1A 그룹에서 최하위 수준이었기에 일단 최하위권에서 탈피하여 디비전1A 그룹 잔류가 목표였으며, 2013년 세계 아이스하키 선수권 대회 디비전1A 그룹에서 영국, 헝가리를 상대로 승리를 거두고, 예전에는 압도적인 차이로 패하는 경우가 많았던 일본을 상대로는 1점차로만 지는 등 과거에 비해 훨씬 진보된 성적을 거두며 5위를 하여 디비전1A 그룹 잔류 목표를 달성했다. 그리고 2014년 동계 올림픽 예선전에 참가하여, 영국, 루마니아, 일본과 한 조가 되어 경기를 펼쳤으며, 여기서 2위를 하여 올림픽 진출에는 실패했으나, 올림픽 랭킹 포인트를 추가하였으며, 최종적으로 2014년 2월 세계랭킹은 역대 최고인 23위까지 상승하였다.
아직 올림픽에는 출전한적이 없고 2018년 평창 동계 올림픽 진출을 노리고 있는데 2006년 토리노 동계 올림픽을 마지막으로 개최국에 대한 자동출전권이 폐지되어 개최국도 예선을 거쳐 본선에 오르도록 하고 있다. 캐나다와 러시아의 경우 챔피언십에서도 상위권에 속하는 강호들이라 아이스하키 종목 출전에 문제가 없었지만 대한민국의 경우 12개팀에만 주어지는 본선티켓을 획득하는 것이 쉽지 않은 것으로 알려져 있다. 이에 따라 대한아이스하키협회와 대한체육회는 국제 아이스하키 연맹에 개최국으로서의 당위성을 역설했고, 이에 국제 아이스하키 연맹에서는 대한민국이 2017년까지 세계랭킹 18위이내에 들경우 특별케이스를 적용해 개최국자격으로 본선티켓을 주겠다고 약속했다. 대한민국 대표팀은 최근 외국인 선수들의 귀화 , 대한민국 선수의 외국 리그 진출 등을 통해 세계랭킹을 급격히 상승시키기 위한 노력을 하고 있다.

## 대회 기록

### 올림픽
- 1920 — 국가대표팀 창설 이전
- 1924 — 국가대표팀 창설 이전
- 1928 — 국가대표팀 창설 이전
- 1932 — 국가대표팀 창설 이전
- 1936 — 국가대표팀 창설 이전
- 1948 — 국가대표팀 창설 이전
- 1952 — 국가대표팀 창설 이전
- 1956 — 국가대표팀 창설 이전
- 1960 — 국가대표팀 창설 이전
- 1964 — 국가대표팀 창설 이전
- 1968 — 국가대표팀 창설 이전
- 1972 — 국가대표팀 창설 이전
- 1976 — 국가대표팀 창설 이전
- 1980 — 예선 탈락
- 1984 — 예선 탈락
- 1988 — 예선 탈락
- 1992 — 예선 탈락
- 1994 — 예선 탈락
- 1998 — 예선 탈락
- 2002 — 예선 탈락
- 2006 — 예선 탈락
- 2010 — 예선 탈락
- 2014 — 예선 탈락
- 2018 — 12위
- 2022 — 예선 탈락

### 세계 선수권 대회
- 2014년 세계 아이스하키 선수권 대회 디비전 I A - 6위 (5전 전패) - 디비전 I B그룹으로 강등

- 2015년 세계 아이스하키 선수권 대회 디비전 I B - 1위 (4승 1패) - 디비전 I A그룹으로 승격

- 2016년  세계 아이스하키 선수권 대회 디비전 I A - 4위 (2승 3패 1연장패) - 디비전 I A그룹 잔류

- 2017년 세계 아이스하키 선수권 대회 디비전 I A - 2위 (4승 1패 1연장승) - 톱 디비전(월드 챔피언십)으로 승격

- 2018년 세계 아이스하키 선수권 대회 - 챔피언십 - 그룹 B 8위 (7전 전패) - 디비전 I A 그룹으로 강등

- 2019년 세계 아이스하키 선수권 대회 - 디비전 I A - 3위 (3승 2패) - 디비전 I A 그룹 잔류

- 2022년 세계 아이스하키 선수권 대회 - 디비전 I A - 4위 (1승 3패) - 디비전 I A 그룹 잔류

- 2023년 세계 아이스하키 선수권 대회 - 디비전 I A - 4위 (2승 3패) - 디비전 I A 그룹 잔류

- 2024년 세계 아이스하키 선수권 대회 - 디비전 I A - 6위 (1승 4패) - 디비전 I B 그룹으로 강등

### 아시안 게임
| 1986년 | 동메달        | 3위 | 6  | 2  | 4  | 11  | 49  |
| 1990년 | 동메달        | 3위 | 3  | 1  | 2  | 15  | 23  |
| 1996년 | 4위           | 4위 | 3  | 0  | 3  | 4   | 21  |
| 1999년 | 4위           | 4위 | 4  | 1  | 3  | 18  | 33  |
| 2003년 | 4위           | 4위 | 4  | 1  | 3  | 28  | 29  |
| 2007년 | 동메달        | 3위 | 5  | 3  | 2  | 31  | 15  |
| 2011년 | 동메달        | 3위 | 4  | 2  | 2  | 35  | 16  |
| 2017년 | 은메달        | 2위 | 3  | 2  | 1  | 14  | 5   |
| 합계   | 8회 출전(7/8) |     | 33 | 12 | 20 | 156 | 191 |

## 선수 기록
| #  | 성명   | 연도      | 출장 | 골 | 어시스트 | 포인트 |
| -- | ------ | --------- | ---- | -- | -------- | ------ |
| 1  | 김기성 | 2005–     | 133  | 71 | 40       | 141    |
| 2  | 이돈구 | 2009–     | 130  | 14 | 25       | 39     |
| 3  | 김원중 | 2008–2019 | 121  | 24 | 17       | 41     |
| 4  | 김상욱 | 2011–     | 119  | 24 | 70       | 94     |
| 5  | 조민호 | 2008–2021 | 117  | 19 | 33       | 52     |
| 6  | 박우상 | 2005–2018 | 112  | 19 | 27       | 46     |
| 7  | 신상우 | 2008–     | 102  | 18 | 21       | 39     |
| 8  | 신상훈 | 2013–     | 99   | 32 | 27       | 49     |
| 9  | 서상원 | 1991–2004 | 86   | 30 | 14       | 44     |
| 10 | 심의식 | 1990–2004 | 83   | 38 | 25       | 63     |

| #  | 성명            | 연도      | 출장 | 골 | 어시스트 | 포인트 |
| -- | --------------- | --------- | ---- | -- | -------- | ------ |
| 1  | 김기성          | 2005–     | 133  | 71 | 40       | 141    |
| 2  | 심의식          | 1990–2004 | 83   | 38 | 25       | 63     |
| 3  | 송동환          | 1999–2011 | 46   | 32 | 24       | 56     |
| 3  | 신상훈          | 2013–     | 99   | 32 | 27       | 49     |
| 5  | 서상원          | 1991–2004 | 86   | 30 | 14       | 44     |
| 6  | 마이클 스위프트 | 2014–2018 | 73   | 28 | 19       | 47     |
| 7  | 김상욱          | 2011–     | 119  | 24 | 70       | 94     |
| 7  | 김원중          | 2008–2019 | 121  | 24 | 17       | 41     |
| 9  | 신우삼          | 1991–2002 | 70   | 23 | 15       | 38     |
| 10 | 윤성엽          | 1986–1990 | 22   | 21 | 22       | 43     |
| 10 | 김한성          | 2001–2010 | 44   | 21 | 11       | 32     |
| 10 | 한중현          | 1986–1990 | 15   | 21 | 9        | 30     |

| #  | 성명            | 연도      | 출장 | 골 | 어시스트 | 포인트 |
| -- | --------------- | --------- | ---- | -- | -------- | ------ |
| 1  | 김기성          | 2005–     | 133  | 71 | 40       | 141    |
| 2  | 김상욱          | 2011–     | 119  | 24 | 70       | 94     |
| 3  | 심의식          | 1990–2004 | 83   | 38 | 25       | 63     |
| 4  | 송동환          | 1999–2011 | 46   | 32 | 24       | 56     |
| 5  | 조민호          | 2008–2021 | 117  | 19 | 33       | 52     |
| 6  | 신상훈          | 2013–     | 99   | 32 | 27       | 49     |
| 7  | 마이클 스위프트 | 2014–2018 | 73   | 28 | 19       | 47     |
| 8  | 박우상          | 2005–2018 | 112  | 19 | 27       | 46     |
| 9  | 서상원          | 1991–2004 | 86   | 30 | 14       | 44     |
| 10 | 윤성엽          | 1986–1990 | 22   | 21 | 22       | 43     |

## 같이 보기
- 대한민국 여자 아이스하키 국가대표팀